# Veszélyes meló
A Veszélyes meló (eredeti cím: Larceny) 2017-ben bemutatott amerikai–mexikói akcióthriller, melyet R. Ellis Frazier írt és rendezett. A főbb szerepekben Dolph Lundgren, Corbin Bernsen, Louis Mandylor és Jocelyn Osorio látható.
Az Amerikai Egyesült Államokban 2017. szeptember 15-én mutatták be, Magyarországon 2018 elején jelent meg DVD-n.

## Cselekmény
Jack profi tolvaj, a CIA megbízásából egy szigorúan őrzött mexikói börtön páncéltermébe kell betörnie. A helyi bűnszervezet vezére, aki szintén sok pénzt tárol az épületben, Jack és társai ellen küldi magánhadseregét.

## Szereplők
| Szerep              | Színész                 | Magyar hang     |
| ------------------- | ----------------------- | --------------- |
| Jack                | Dolph Lundgren          | Jakab Csaba     |
| Price               | Corbin Bernsengg        |                 |
| Ramon               | Eddie J. Fernandez      |                 |
| Norma               | Jocelyn Osorio          |                 |
| Tank                | Isaac C. Singleton, Jr. |                 |
| Tom Pumple szenátor | Louis Mandylor          | Szatmári Attila |